# 野馬隊

野馬隊 (被冠名贊助為Plus500野馬，原稱為ACT野馬)是一支隸屬於超級橄欖球聯賽的澳洲職業橄欖球隊。球隊位於澳洲首都領地坎培拉，以居住在首都腹地的野馬命名。

## 外部連結
- 官方网站